# Madeline Hills
Madeline Hills (* 15. Mai 1987 in Shellharbour als Madeline Heiner) ist eine australische Langstrecken- und Hindernisläuferin.

## Sportliche Laufbahn
Erste internationale Erfahrungen sammelte Madeline Hills bei den Juniorenweltmeisterschaften 2004 in Grosseto, bei denen sie mit 4:25,13 min im 1500-Meter-Lauf in der ersten Runde ausschied. Anschließend siegte sie bei den Commonwealth Youth Games in Bendigo über 3000 Meter und gewann Bronze über 1500 Meter. 2014 nahm sie erstmals an den Commonwealth Games im schottischen Glasgow teil und wurde dort in 9:34,01 min Vierte im Hindernislauf. Im Jahr darauf nahm sie an den Weltmeisterschaften in Peking teil, bei denen sie mit 15:47,97 min im Vorlauf des 5000-Meter-Bewerbs ausschied. Auch im Hindernislauf konnte sie sich mit 9:30,79 min nicht für das Finale qualifizieren. 2016 erfolgte die Teilnahme an den Olympischen Spielen in Rio de Janeiro, bei denen sie über 5000 Meter mit 15:04,05 min im Finale den neunten Platz belegte. Auch im Hindernislauf wurde sie mit 9:20,38 min im Finale Siebte. 2017 nahm sie erneut an den Weltmeisterschaften in London teil und klassierte sich in 15:13,77 min auf Platz zehn über 5000 Meter, während sie über 10.000 Meter nach 32:48,57 min auf Rang 26 einlief. 
Im Jahr darauf wurde sie bei den Commonwealth Games im heimischen Gold Coast in 15:46,92 min Zehnte über 5000 Meter und beendete das Rennen über 10.000 Meter in 32:01,04 min auf Platz acht.
2015 wurde Hills Australische Meisterin im 5000-Meter-Lauf sowie 2016 über 3000 Meter Hindernis. Sie studierte Pharmazie an der Sydney University und machte einen Master in Public Health an der University of New South Wales.

## Persönliche Bestzeiten
- 1500 Meter: 4:06,47 min, 16. Juli 2016 in Heusden-Zolder
- 3000 Meter: 8:44,20 min, 24. Mai 2015 in Hengelo
- 5000 Meter: 15:04,05 min, 19. August 2016 in Rio de Janeiro
- 10.000 Meter: 31:41,10 min, 5. Mai 2017 in Palo Alto
- 3000 Meter Hindernis: 9:20,38 min, 15. August 2016 in Rio de Janeiro